# Herbert Bloch
Herbert Bloch (* 18. August 1911 in Berlin; † 6. September 2006 in Cambridge, Massachusetts) war Professor für Klassische Philologie an der Harvard University und  Spezialist für die griechische Historiographie, römische Epigraphik, das mittelalterliche Mönchtum und die Überlieferung der klassischen Kultur und Literatur.

## Leben
Herbert Bloch war deutschstämmiger Jude und studierte Alte Geschichte, Klassische Philologie und Klassische Archäologie in Berlin und Rom, wo er 1935 in Römischer Geschichte promoviert wurde und 1937 das Diploma di perfezionamento erhielt. Im Jahre 1938 gehörte er dem Ausgrabungsteam in Ostia an. Aufgrund der antisemitischen Gesetzgebung in Italien emigrierte er 1939 in die USA. Blochs Bruder, welcher in Deutschland blieb, starb im Holocaust. Bloch lehrte in Harvard von 1941 bis 1982.
Bloch war Mitglied des Institute for Advanced Study, Princeton (New Jersey) (1953/54), Professor der School of Classical Studies an der American Academy in Rome (1957–59), Senior Fellow der Society of Fellows in der Zeit von 1964 bis 1979, Trustee der Loeb Classical Library (1964–73). Er war als Präsident der American Philological Association (1968/69) sowie als Präsident der Fellows of the Medieval Academy von 1990 bis 1993 tätig. Bloch war Mitglied der American Academy of Arts and Sciences (1950), der American Philosophical Society (1958) und Ehrenmitglied seit 1990 der Pontificia Accademia Romana di Archeologia sowie des Deutschen Archäologischen Instituts, Zentraldirektion der Monumenta Germaniae Historica. Er erhielt 1999 den Cultori di Roma-Preis.

## Schriften (Auswahl)
- I bolli laterizi e la storia edilizia romana. Contributi all’archeologia e alla storia romana (1936–38), 1948 als Buch erschienen, 2. Aufl. 1968
- Supplement to Vol. XV,1 des Corpus Inscriptionum Latinarum, Including Complete Indices to the Roman Brick-stamps (1948; 2. Aufl. 1967); ed. Felix Jacoby, Abhandlungen zur griechischen Geschichtsschreibung (1956)
- Der Autor der Graphia aureae urbis Romae, in: Deutsches Archiv für Erforschung des Mittelalters, 40 (1984), S. 55–175 (leicht erweiterte Neuauflage in den Monumenta Germaniae Historica geplant)
- Monte Cassino in the Middle Ages, 3 Bde. (1986) (erhielt den Praemium Urbis-Preis in Rom 1987 und die Haskins Medal of the Medieval Academy 1988)
- The Atina Dossier of Peter the Deacon of Monte Cassino. A Hagiographical Romance of the Twelfth Century. In: Studi e Testi 346 (1998).